# Bonda
Bonda – plemię żyjące na zboczach wzgórz Ghatów Wschodnich w stanie Orisa uważane za pozostałość pramieszkańców Indii. Wśród 62 plemion z tego terenu postrzegane jest jako w najmniejszym stopniu poddane wpływom świata zewnętrznego.

## Zarys charakterystyki
Po raz pierwszy świat dowiedział się o Bondach w 1950 r. dzięki publikacjom Vertiera Elwina, który w latach 40. ubiegłego wieku prowadził badania etnograficzne w południowej Orisie. Bondowie zaliczają się do ludów Munda reprezentujących najstarszą warstwę etniczną Indii, jeszcze sprzed osadnictwa aryjskiego a nawet drawidyjskiego. Zastanawiając się nad pochodzeniem tego plemienia warto zwrócić uwagę na zaskakujące podobieństwo stroju kobiet Bondo do kobiet plemienia Turkana z Afryki Wschodniej.
Wioski Bondów w łącznej liczbie 32 rozrzucone są na obszarze ok. 200 km² głównie na stokach Bondo Hills w dzikim i odległym południowo-zachodnim zakątku wyżyny Malkangiri w dystrykcie Koraput. Są to wzgórza pokryte gęstym wilgotnym lasem, gdzie komary występują w rzadko spotykanej obfitości, a malaria jest chorobą endemiczną. Uważa się, że populacja Bondów wynosi ok. sześć tysięcy. 

## Dojazd
Aby dotrzeć do Bondów, należy najpierw dojechać do będącego na trasie kolejowej Kalkuta – Ćennaj (Madras) Visakhapatnam i dalej poprzez  Vizianagaram  pociągiem lub autobusem do odległego o 202 km  Koraput. Najlepiej  planować podróż na listopad, gdyż w tym miesiącu odbywa się w Koraput festiwal plemion, podczas którego ma się przegląd wszystkich „pierwszych mieszkańców Indii” zamieszkałych w okręgu Koraput. Będąc już w tym miasteczku, warto zajrzeć do Tribal Museum mieszczącego się tuż za Shri Jagannath Temple. Ta współcześnie zbudowana świątynia, nawiązująca wyraźnie do tutejszych korzeni boga Jagannth, jest umiejscowiona na górującym nad miasteczkiem wzgórzu. Co niedziela w Koraput odbywa się targ, na który przychodzą również Bondowie z odległej o 15 km wioski Mudulipada, uważanej za stolicę Bondów. Inną opcją jest wyjazd do odległego o 22 km Jeypore, będącego handlowym centrum dystryktu, i w czwartek wcześnie rano wybrać się taksówką lub autobusem do wsi Onkundeli, gdzie również raz w tygodniu (właśnie w czwartki) odbywa się targ z udziałem  Bondów. Trudniej jest dotrzeć do wiosek Bondów. Przede wszystkim trzeba wynająć miejscowego przewodnika, który najpierw pomoże uzyskać pozwolenie na odwiedzenie wioski (aby je uzyskać należy zobowiązać się do zaniechania robienia zdjęć w wioskach), a następnie zaprowadzi i będzie służył za tłumacza i ewentualną ochronę. Najłatwiej z Koraput dostać się do wspomnianej już wcześniej Madulipady, pokonując 15 km drogi gruntowej.

## Typowa wioska
Typowa wioska składa się z luźno rozrzuconych w terenie chat, obrośniętych dookoła drzewami mango i jack-fruit. Chaty są okrągłe, zbudowane z prętów bambusa pokrytych wyschniętą gliną i mułem. Dach jest stożkowy, pokryty strzechą z trawy. Dookoła chaty biegnie weranda. Nie ma okien, a wejście do chaty jest tak niskie, że każdy  wchodzący musi schylić głowę. W chacie śpią jedynie dorośli i małe dzieci. Nastolatki od 9 roku życia śpią w oddzielnych dla dziewcząt i chłopców zbiorowych  wioskowych sypialniach. W porze deszczowej  lub zimie chłopcy odwiedzają sypialnie dziewcząt z innych wiosek, znajdując sobie w końcu odpowiednią żonę. Odwiedzanie sypialni dziewcząt ze swojej wioski jak i małżeństwo w obrębie swojej wioski jest tabu.

## Strój

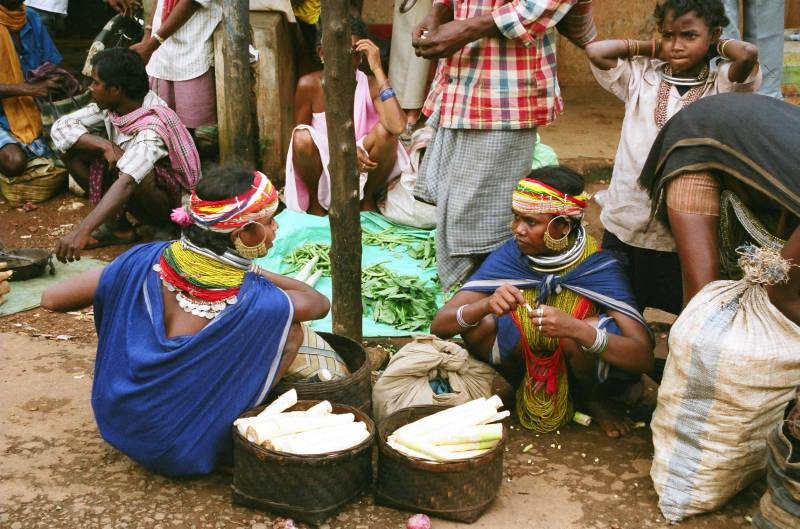
Kobiety Bondów na targu

To, co najbardziej rzuca się w oczy,  jeśli chodzi o Bondów, to ich strój. Mężczyźni używają jedynie przepasek biodrowych oraz kawałka tkaniny przechodzącej ciasno między udami i przymocowanej do psa biodrowego zarówno z przodu jak i z tyłu. Kobiety noszą spódniczki zwane „ringa”, które tkają własnoręcznie na prymitywnych krosnach, są one bardzo kuse sięgające zaledwie ud. Mężczyźni jak i kobiety górną część ciała mają nagą. Kobiety noszą jedynie olbrzymią ilość (ok. 200) naszyjników z paciorków, które przykrywają piersi. Kobiety mają całkowicie ogolone głowy i nakładają na nie przepaski zrobione z trawy i paciorków. Na szyjach noszą aluminiowe obręcze w liczbie od 8 do 10. Na każdym przedramieniu  posiadają po 5-6 mosiężnych bransolet. Idąc na  cotygodniowy targ, kobiety nakładają na ramiona pelerynki. Mężczyźni już zaczynają nosić szorty i koszule, natomiast ubiór kobiet nie zmienił się od wieków a to z powodu tabu nałożonego, jak głosi tradycja, przez boginię Sitę, żonę Ramy. Według powszechnie znanej wśród Bondów legendy, Rama podczas swego wygnania ukrywał się w kraju Bondów. Pewnego razu Sita kąpała się nago w strumieniu a kobiety Bondo, które właśnie przyszły po wodę(jeszcze wtedy ubrane), zaczęły się z niej naśmiewać. Sita poczuła się obrażona i rzuciła na nie klątwę, aby od tej pory chodziły nago z ogolonymi głowami, aby inni mogli się z nich śmiać, a jakakolwiek próba odstępstwa od tabu ma się skończyć dla nich nieszczęściem. Kobiety zdały sobie sprawę ze swego błędu i zaczęły błagać Sitę o przebaczenie i cofnięcie tego przekleństwa. Ale to zaklęcie było nie do cofnięcia. W tej sytuacji Sita oderwała kawałki tkanin ze swojego odzienia i dała je kobietom aby mogły ukryć swą nagość. Od tego czasu kobiety Bondo muszą nosić tak skąpe odzienie. Miejsce, gdzie to wydarzyło istnieje w pobliżu wsi Mudulipada i jest znane jako Sita Kunda.

## Gospodarka

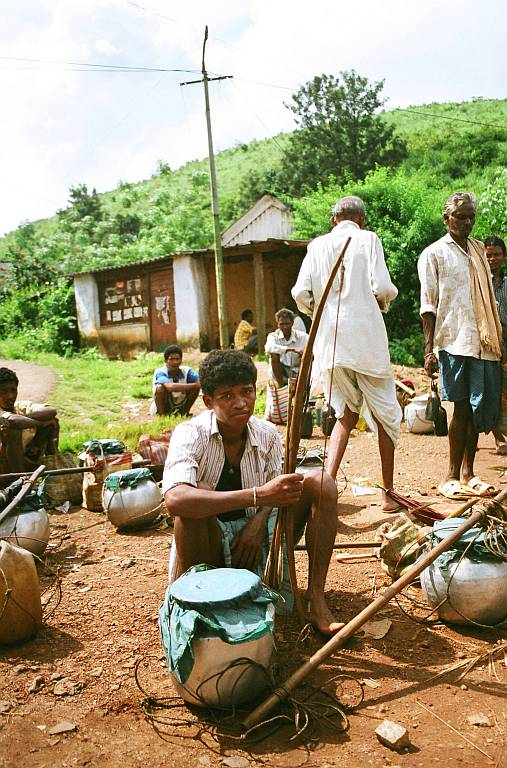
Sprzedawca napoju z kwiatów Mahua

Głównym środkiem utrzymania Bondów jest rolnictwo. Małżeństwo uprawia przeciętnie 0,3–0,4 ha ziemi, stosując technikę żarowo-odłogową tj. działkę uprawia się przez 3–4 lata a następnie pozostawia się ją w ugorze przez kolejne 2–3 lata. Po tym okresie wypala się pole a otrzymany  w ten sposób popiół stanowi doskonały nawóz. Sieje się głównie proso i manneczkę. Na działkach tuż przy chacie sadzi się kukurydzę, tykwę, chili, cebulę i tytoń. Ze zwierząt hoduje się świnie i krowy. Krowy nie hoduje się dla mleka ale jako środek płatniczy przy kupowaniu żony. Świnie są sprzedawane lub zabijane podczas różnego rodzaju świąt i tylko wtedy jada się mięso. Na co dzień jada się rodzaj kleiku zrobionego z gotowanego prosa lub manneczki z dodatkiem warzyw i suszonej ryby. Jada się również ślimaki, mrówki białe i czerwone oraz koniki polne. Stosunkowo niewielkim uzupełnieniem diety są efekty męskich polowań. Główną myśliwską bronią jest bambusowy łuk. Używa się dwóch rodzajów grotów do strzał: metalowych na zwierzynę grubą oraz w postaci drewnianej gałki – na ptaki. Poza łukiem mężczyzna nigdy nie rozstaje się ze swoim nożem. Jest on bardzo charakterystyczny, spiczasta 20cm klinga zakończona rączką w kształcie łuku, pierwotnie była robiona z kła  niedźwiedzia lub dzika a obecnie głównie aluminiowa. Nóż nosi się z tyłu zatknięty za pas biodrowy. Trzecią męską czynnością  poza rolnictwem i polowaniem jest niestety wytwarzanie napojów alkoholowych. Przede wszystkim  wino palmowe otrzymywane poprzez fermentację soku palmy sago. Każdy dorosły mężczyzna posiada kilka palm, z których czerpie ów napój, po wypiciu którego staje się nieprzewidywalny w swych reakcjach. Innym rodzajem alkoholu produkowanego przez Bondów jest piwo z prosa lub manneczki. Jest to nieprzezroczysty specyfik o barwie kawy z mlekiem. Trzecim napojem  a jednocześnie najbardziej wyrafinowanym jest rodzaj niskoprocentowej wódki pędzonej z kwiatów drzewa Mahua. Jest to klarownie czysty napój o smaku wytrawnego białego wina. Wino palmowe Bondowie używają do celów własnych, natomiast piwo z prosa i wódkę z kwiatów Mahua sprzedają na cotygodniowym targu. Powyższe napoje są głównymi artykułami handlowymi mężczyzn. Kobiety natomiast przynoszą na targ  miotły, owoce takie jak: jackfruit, mango, daktyle, banany, warzywa i zebrane w dżungli jagody. Wszystko to wymieniają na sól, suszoną rybę i ozdoby.  Handel jest w połowie wymienny, choć pieniądz nabiera coraz większego znaczenia.

## Zwyczaje

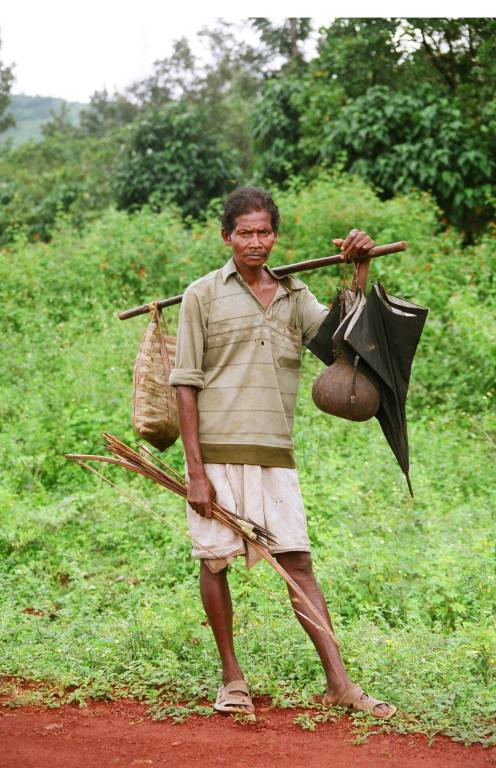

Chłopiec ukończywszy 10 rok życia ma prawo poszukać sobie żony. Przy łączeniu par, żona bywa 5–15 lat starsza. Tłumaczy się to tym, że ktoś musi utrzymać kobietę nawet wtedy gdy jest stara i niezdolna do pracy. Rodzice przyszłego małżonka z reguły płacą za żonę swego syna. Opłata jest w wysokości jednej krowy. Zwykle ceremonia zaślubin odbywa się w miesiącu Push (styczeń–luty), kiedy ludzie są względnie wolni od rolniczej aktywności. Określonego dnia kilka kobiet spokrewnionych z chłopcem idzie do wioski panny młodej, gdzie są goszczone przez rodziców dziewczyny. Następnego dnia zabierają panną młodą i orszak rusza do wioski chłopca. Po dotarciu do chaty rodziców chłopca, spryskuje się dziewczyny stopy wodą z kurkumą na znak godnego przyjęcia, a szaman wioskowy (Dishari) błogosławi ją. Młodą parę wprowadza się do chaty i zamyka się drzwi. Po chwili chatę się otwiera i pozwala się im wyjść. W istocie ten moment uwięzienia stanowi chwilę zawarcia związku małżeńskiego. Następnie jest uczta weselna, w której biorą udział wszyscy mieszkańcy wioski. Zdarzają się wśród Bondów rozwody, których powodem jest niewierność żony, natomiast bezpłodność czy starość nie jest wystarczającym powodem. O rozwodach jak i innych spornych wioskowych sprawach rozstrzyga rada starszych pod przewodnictwem Naika (wodza). Naik jest wybierany przez społeczność wioskową na okres 3 lat i właściwie poza przewodniczeniem radzie starszych nie ma on innej władzy. Z kolei naikowie wszystkich wiosek wybierają wodza wszystkich Bondów. Jego kadencja jest również 3-letnia. Nazywa się on Badnaik lub Raja(Radża) i rezyduje w Mudulipada.
Pogrzeby odbywają się poprzez spalenie ciał na stosach. Bondowie wierzą, że w chwili śmierci dusza  opuszcza ciało a naczelne bóstwo Bondów, Patkhanda Mahaprabhu rozsądza czy dusza dołączy do duchów przodków czy będzie istnieć jako duch demon. Według Bondów Patkhanda Mahaprabhu żyje w niebie a na ziemi zastępuje go Singi Arke – miecz ukryty w dziupli świętego drzewa banian w Mudulipada. Pochodzenie tego miecza nie jest do końca jasne. Jedna z legend  odnosi się, jak w przypadku stroju kobiet Bondo, do pobytu Ramy w ich kraju. Wzgórza Bondów były wtedy pokryte jeszcze gęstszym lasem niż obecnie z olbrzymią ilością dzikich zwierząt zagrażającymi ludziom. Brat Ramy Lakhman widząc, że Bondowie nie mają  żadnej broni  do obrony przed dzikimi bestiami, poprosił swego brata  aby dał im coś do obrony i wtedy właśnie Rama dał Bondom miecz, który obecnie reprezentuje Patkhandę.
O Bondach można by mówić w nieskończoność, poza wspomnianym  już wcześniej festiwalem w Koraput, zwyczaje i tańce Bondów  można obejrzeć na festiwalu w stolicy Orissy Bhubaneswarze. Wspomniany festiwal odbywa się co roku od 26 stycznia do 1 lutego i organizowany jest w tym mieście przez Museum of Tribal Arts and  Artefacts. To, że plemiona Orissy a szczególnie Bondowie nie ulegli z biegiem lat degeneracji a tym samym samozagładzie, zawdzięczają swojemu poczuciu niezależności, tradycyjnej hinduskiej tolerancji jak również mądrej polityce rządu indyjskiego, który drogą harmonijnego rozwoju zmniejsza lukę cywilizacyjną między Bondami a światem zewnętrznym.